# Cachoeira do Arari
Cachoeira do Arari is een gemeente in de Braziliaanse deelstaat Pará. De plaats ligt op het eiland Marajó. De gemeente telt 23.981 inwoners (schatting 2022).

## Aangrenzende gemeenten
De gemeente grenst op het eiland Marajó aan Chaves, Ponta de Pedras, Salvaterra, Santa Cruz do Arari en Soure.
Over het water van de baai Baía de Marajó grenst de gemeente aan Belém, Colares en Santo Antônio do Tauá.